# My fav
my fav(마이 페브)는 일본의 여성 아이돌 그룹이다.
전 그룹명은 2022년 5월 31일에 활동 종료한 라스트 아이돌과는 별도로 새 프로듀서 및 새 운영사에서 활동 개시한 동일 명칭의 그룹인 신생 라스트 아이돌(新生ラストアイドル, Shinsei Last Idol).
2024년 6월 21일, 새 그룹명 「my fav(마이 페브)」로 개명했다.

## 개요

### 라스트 아이돌 신장 오디션 시작
2023년 3월 7일, 보도자료와 같은 날 오디션 사이트가 개설되었다. 거기에는 라스트 아이돌 로고가 내걸려 라스트 아이돌 신장으로 불렸다. 라스트 아이돌은 2022년 5월 31일에 활동을 종료하고 있었지만, 전 멤버에게는 신장 개시는 통보되지 않았고, 원래의 활동 종료 경위나 단기간(약 9개월)에서의 동명 그룹 스타트가 팬, 전 멤버 쌍방에게 혼란을 초래해 SNS상에서는 많은 의견이 오가게 되었다. 특히, 라스트 아이돌과 신장의 관계성이 전혀 밝혀지지 않아 아키모토 야스시의 의사를 계승했다고 하는 이치노미야 유키가 새 프로듀서로 취임하는 것만이 발표되었다.

### 오디션 경위
라스트 아이돌 신장 오디션은 곧바로 모집이 시작됐다. 이전 라스트 아이돌과 달리 중간 경과 공개는 하지 않고 최종적으로 7명의 멤버가 선출돼 2023년 여름 데뷔할 것으로 알려졌다. 같은 해 9월 23일 오디션 사이트 및 SNS가 업데이트되면서 「라스트 아이돌」로 6명의 멤버와 데뷔곡이 발표됐다. 그리고 7명으로 알려진 멤버 중 1명을 「라스트 원 오디션」으로 모집한다고 발표됐다.

### 피로연 이벤트 개최
2023년 12월 3일, 마지막 1명을 포함한 7명의 선보이는 행사가 개최되었으며, 발표가 끝난 「未完成スターライト」 외에 신곡 3곡을 더한 4곡의 가창자가 선보였다. 더불어 2024년 1월 이후 정기 공연을 개최할 것으로 발표되었다.

### 명칭
본 프로젝트는 오디션 시점에서는 라스트 아이돌 신장이라는 표현이었지만, 활동 개시 보도에서는 "신생" 라스트 아이돌이라는 표현이 되어 있다. 2023년 12월 3일 선보인 이벤트 이후 공식 사이트나 SNS에서는 「신생 라스트 아이돌」이라는 표기로 통일되었으며, 활동 개시 시점에서 'LAST IDOL'이라고 기재되어 있던 로고도 '신생 LSTIDL'로 읽을 수 있는 것으로 변경되었다. 덧붙여 송신 사이트에서의 아티스트명은 「신생 라스트 아이돌」이다.
2024년 6월 21일, 정기 공연 Vol.10에서 그룹명을 「my fav」로 개명하는 것을 발표.

## 멤버
| 이름          | 일본어 표기 | 요미가나        | 생년월일               | 출신지     | 비고                                |
| ------------- | ----------- | --------------- | ---------------------- | ---------- | ----------------------------------- |
| 쿠로세 린카   | 黒瀬 梨花   | くろせ りんか   | 2005년 3월 16일(20세)  | 사이타마현 |                                     |
| 소노다 이치카 | 園田一花    | そのだ いちか   | 2007년 2월 13일(18세)  | 홋카이도   |                                     |
| 니시무라 루카 | 西村瑠香    | にしむら るか   | 2001년 11월 28일(23세) | 도쿄도     | 최연장자 전 청춘고교 3학년 C반 멤버 |
| 후루마츠 하나 | 古松華      | ふるまつ はな   | 2007년 3월 27일(18세)  | 오사카부   | 최연소                              |
| 카와마타 안나 | 川又あん奈  | かわまた あんな | 2002년 11월 4일(22세)  | 카가와현   | 2024년 8월 1일 가입 전 STU48 멤버   |
| 다나카 미호   | 田中美帆    | たなか みほ     | 2002년 9월 3일(22세)   | 후쿠오카현 | 2024년 8월 1일 가입 전 STU48 멤버   |

### 전 멤버
| 이름          | 일본어 표기 | 요미가나        | 생년월일               | 출신지      | 활동 종료일    | 비고                        |
| ------------- | ----------- | --------------- | ---------------------- | ----------- | -------------- | --------------------------- |
| 하야후지 리사 | 早藤李紗    | はやふじ りさ   | 2005년 10월 19일(19세) | 가나가와현  | 2024년 6월 5일 |                             |
| 요시하라 리온 | 吉原琉音    | よしはら りおん | 2006년 2월 8일(19세)   | 가나가와 현 | 2024년 6월 5일 |                             |
| 하시모토 쥬리 | 橋本珠里    | はしもと じゅり | 2007년 3월 5일(18세)   | 교토부      | 2024년 6월 5일 | 「라스트 원 오디션」 합격자 |

## 디스코그래피

### 착신 싱글
| 발매             | 타이틀                                                |
| ---------------- | ----------------------------------------------------- |
| 2023년 9월 25일  | 未完成スターライト 미완성 스타트 라인                 |
| 2023년 12월 24일 | I LOVE YOUをキミに 아이 러브 유를 너에게              |
| 2024년 3월 30일  | キミ僕 너 나                                          |
| 2024년 5월 22일  | 虹色LIFE 무지개색 라이프                              |
| 2024년 8월 2일   | 間違ってないyes! future!! 틀리지 않았어 yes! future!! |
| 2024년 10월 28일 | しろくろぱんだ 흑백빠진                               |
| 2025년 1월 30일  | 一生アイドル宣言 평생 아이돌 선언                     |
| 2025년 4월 14일  | 犬ペンギン。 개펭귄.                                  |
| 2025년 5월 14일  | 青い夏 파란 여름                                      |
| 2025년 6월 30일  | キミへDIVE！ 너에게 다이브!                           |

### 착신 앨범
| 발매            | 타이틀                                   |
| --------------- | ---------------------------------------- |
| 2025년 3월 25일 | My Favorite Songs!! 마이 페이버릿 송즈!! |

### 내용주
1. ↑  2023년 9월 22일 활동을 시작하면서 공식 사이트로 변경되었다.
2. ↑  이전 라스트 아이돌의 곡을 선보인 적은 없었다.